# Драгачевска сухопутна станица ЈВуО
Драгачевска сухопутна станица Југословенске војске у отаџбини, била је једна од привремених јединица намењена за снадбевање борачких јединица и санитета на простору Драгачевског среза, у коме је била мања прусутност окупаторских јединица.

## Предуслови
Уништавањем Краљевине Југославије од стране Хитлерове Немачке и њених савезника, распарчавањем државне територије, српски народ не само да је изгубио
слободу, већ је на многим подручјима био изложен геноциду огромних размера. То је резултовало устанком Српског народа који је захватио Србију 1941. године и био резултат деловања два, по много чему, супротстављена покрета. Двојност оружаних формација, команди, позадинских јединица и уопште власти долазила је до изражаја на сваком кораку. На једној страни је био покрет Драже Михаиловића који није признавао акт капитулације али се, истовремено, прибојавао социјалних немира, превратничких тежњи и промене друштвеног система у ратним годинама. Насупрот њему стајао је монолитан, снажан, кадровски добро организован и вођен револуцинарни покрет.
У таквим условима требало је организовати живот и позадинско обезбеђење јединица ЈВуО, посебно у оним деловима Србије, какав је био Драгачевски крај, у коме је остварен већи утицај Четника а мање изражена доминација Немаца.

## Организација
Терен драгачевског среза био је организован под именом „Драгачевска сухопутна станица” и био је састављена од сеоских и општинских одбора.
Драгачевска сухопутна станица основана је 12. септембра 1943. године, одлуком главног штаба ЈВуО, Њеном оснивању претходило је формирани Сеоских одбори у Драгачеву од 2. септембра 1943. године, чији назив је гласио, као на пример „Гучки одбор Драгачевске сухопутне станице”. Одбор је имао председника, који је руководио целим радом.
Први командант Драгачевске сухопутне станице, поручник Душан Томић, по њеном оснивању прописао је дужности сеоских одбора Драгачевске сухопутне станице. 

## Рад
У сухопутним станицама прикупљене су намирнице и санитетски материјал. Део недостајућег санитетског материјала прикупљан је реквизицијом од приватних апотекара. При томе командант сухопутне станице је морао да води рачуна да приватне апотеке не остану без и најнужније количине лекова. Прикупљени материјали су се заводили у реквизициону и магацинску књигу, и чували у импровизованим магацинима.
Импровизације су било честа појава у сухопутним станицама, јер је то једино што је им је остало, када би Немци блокирали приступе у регуларне болнице. У том смислу за потребе војне болнице сви општински одбори Драгачевске сухопутне станице у току лета спроводили су акцију прикупљања липовог цвета „за спремање чаја за дијеталну исхрану војних болесницика и рањеницика. Надлежне војне власти пре тога дале су упутство како да се поступа са прикупљеним липовим цветом, попут овог:
Цвет сушити на промајном месту у хладу и држати га у чистој просторији.
За потребе рањеника, болесника и болничког особља ове станице набављале су храна од народа која се обрачунавала и пачана по владајућој пијачној цени. Међуттим иако је генерал Михаиловић забрањивао да се било шта одузима од народа, као и све друго у рату, имало и своје наличје.